# Cyrtandra caudata
Cyrtandra caudata är en tvåhjärtbladig växtart som beskrevs av Kanehira och Sumihiko Hatusima. Cyrtandra caudata ingår i släktet Cyrtandra och familjen Gesneriaceae. Inga underarter finns listade i Catalogue of Life.